# Биохимия
Биохимията е наука за химичния състав, устройството, термодинамиката и обменните процеси в живите организми, които протичат в тях на молекулно и клетъчно равнище. Основния предмет на биохимията е определянето на състава, строежа и функциите на биомолекулите в организма. Биохимията възниква през 19 век и се свързана с органичната химия, биофизиката, генетиката и молекулярната биология.

## История
Историята на биохимията започва през 17 век. Въпреки че терминът „биохимия“ вероятно е използван за пръв път през 1882 г., е прието, че думата „биохимия“ е въведена от немския учен Карл Нойберг през 1903 г. Първоначално се е смятало, че живите организми притежават жизнена сила (на латински: vis vitalis) и само те могат да произвеждат органични молекули. През 1828 г. Фридрих Вьолер публикува статия относно синтеза на уреята, с което доказва, че органични съединения могат да бъдат създавани изкуствено, като отрича идеята.

### Важни събития
- 1828 – Синтезът на органичен карбамид от неорганичния амониев цианат от Фридрих Вьолер
- 1833 – Откриването на първия ензим (Диастаза, Амилаза) от Анжел Пайен
- 1869 – Откриването на нуклеиновите киселини от Фридрих Мишер
- 1896 – Откриването на безклетъчна ферментация от Едуард Бухнер
- 1926 – Откриването на дихателния ензим цитохром оксидаза от Ото Варбург
- 1929 – Установяването на механизма на гликолизата от Густав Ембден, Ото Майерхоф и Якоб Парнас
- 1932 – Откриване на цикъла на лимонената киселина от Ханс Адолф Кребс (в негова чест „цикъл на Кребс“)
- 1953 – Установяването на структурата на ДНК от Джеймс Уотсън и Франсис Крик

## Връзка с другите биологични науки
В биохимията се използват специфични изследователски техники и методи, присъщи единствено за нея, както и идеи, техники, и методи, специфични за други области на знанието, като биофизика, генетика и молекулярна биология. Трудно може да се постави разделителна линия между тези науки, особено в контекста на изследователските техники и методи. В днешно време, термините молекулярна биология и биохимия са до голяма степен взаимозаменяеми. Схемата вдясно интерпретира отношенията на частните биологични науки, които изучават живота на субклетъчно равнище:
- Биохимията е наука за състава, строежа и функциите на биомолекулите – основните химични компоненти, в жизнените процеси на живите организми;
- Генетиката е наука за наследствеността и изменчивостта на организмите, която се фокусира върху физическите носители на тези свойства – гените. Генетиката изучава тяхната структура, функции и процесите, в които участват;
- Молекулярната биология изучава реализацията на генетичната информация, която се осъществята чрез преноса на данни при процесите на репликация, транскрипция и транслация. Тя се фокусира не само върху механизма и ролята на отделните компоненти в него, но и начините за регулация, включително и с терапевтична цел.

## Методи
В биохимията се прилагат разнообразни методи от различни научни области – аналитична химия, органична химия, физикохимия и физика. С техническо приложение са техники като центрофугиране, хроматография, електрофореза, спектроскопия, изотопни, молекулярни и статистически методи, кристализация, потенциометрични, електрохимични, полярографски и манометрични техники. През последните десетилетия се използват молекулярно-биологични техники, методи от компютърните науки, микробиология и други науки. Освен това в съвременната биохимия винаги се прави и количествена оценка на резултатите с математически методи и създаването на формални теории, с помощта на математиката.

## Биомолекули
Природни мономерни, нискомолекулни органични съединения с важни биологични функции често се наричат биомолекули. Универсални за всички организми са три групи биомолекули – въглехидрати, аминокиселини и нуклеотиди. От тях чрез поликондензация се получават биополимери – нуклеинови киселини, белтъци и полизахариди. Други органични съединения с биологична роля са тетрапиролови съединения, липиди, изопреноиди и алкалоиди. Някои нискомолекулни съединения, които не участват в биополимерите, също са предмет на биохимията. Те участват в регулацията на метаболизма. Повечето са кофактори на ензими (НАД, ФАД, НАДФ, АТФ и коензимите), докато други са сигнални молекули на междуклетъчната сигнализация (ГТФ, цАМФ, NO).

### Мономери
Въглехидратите са карбонилни производни на поливалентни алкохоли. Тяхното разграждане чрез гликолиза е основен енергиен източник за организма. Те имат също структурна, предпазна и транспортна функция. Изградени са от монозахариди. Най-разпространеният монозахарид в природата е глюкозата. Тя се среща рядко в свободна форма. Разпространена е под формата на дизахариди – захароза, лактоза, малтоза, и полизахариди – нишесте, целулоза, и гликоген. Други важни монозахариди са фруктозата (C6H12O6), галактозата (C6H12O6) и дезоксирибозата (C5H10O4) и рибозата.
α-Аминокарбокилните киселини са мономерите на белтъците. Те изграждат всички клетъчни органели и структури, освен мембраната. За всички организми са общи 20 аминокиселини.
Нуклеотидите са азотни хетероциклични съединения, които са мономери на нуклеиновите киселини. В състава на ДНК участват предимно четирите нуклеотида – аденин, цитозин, гуанин и тимин, при РНК вместо тимин се среща урацил. Нуклеиновите киселини играят ключова роля в съхраняването на наследствената информация (ДНК или РНК при някои вируси), както и в процесите на нейната реализация до функционално активен протеин.

### Други съединения
Протеините са огромни биополимери изградени от мономери наречени аминокиселини. Има 20 канонични аминокиселини, като всяка има карбонилна група, аминогрупа и страничен радикал, който се бележи с „R“. Страничният радикал е този, който отличава аминокиселините една от друга и им придава специфична роля при изграждането на полипептидната верига и триизмерната структура на протеина. Аминокиселините се свързват при кондензация формирайки пептидна връзка, като по този начин се синтезират дългите вериги на белтъците. Процесът е известен като транскрипция.
Нуклеиновите киселини играят ключова роля в съхраняването на наследствената информация (ДНК, при някои вируси РНК), както и в процесите на нейната реализация (РНК) до функционално активен протеин. Мономерите на нуклеиновите киселини се наричат нуклеотиди. В състава на ДНК участват предимно четирите нуклеотида – аденин, цитозин, гуанин и тимин, при РНК вместо тимин се среща урацил.
Липидите са разнороден клас органични съединения, неразтворими във вода. Те се делят на прости (мазнини и восъци) и сложни липиди (фосфо- и сфинголипиди, ганглозиди и гликозиди) и липоиди (стероиди и каротиноиди).
Изопреноидите, наричани и терпентени, са клас ароматни или производни на ароматните органични съединения, разпространени в растенията.
Алкалоидите са азотсъдържащи органични вещества, които са вторични метаболити при растенията и поразяват нервната система на бозайниците.
Някои нискомолекулни съединения, които не участват в изграждането на биополимерите, също са предмет на биохимията, поради голямата им значимост в регулацията и осъществяването на цялостния метаболизъм. Повечето са кофактори в ензимно-катализираните реакции (напр. НАД, ФАД, НАДФ, АМФ, коензим А и много други); други са сигнални молекули, участващи в междуклетъчната сигнализация, както и вторични посредници (second messenger) при осъществяването на сигналната трансдукция (фосфатидилинозитол-3,4-бифосфат, ГТФ, цАМФ, NO).

## Метаболизъм
Метаболизмът е обмяната на веществата в организма. Представлява съвкупност от химични реакции, които протичат в клетките на организмите, за да ги поддържат живи. Тези процеси позволяват растеж, развитие, обновяване на структурите и отговаряне на промени в околната среда. Метаболитните процеси се поделят на две категории: катаболизъм – на разграждане (окисление), с цел получаване на енергия чрез клетъчно дишане; и анаболизъм – редукция за получаване на собствени съединения, използвайки енергията, освободена при катаболизма.